# Aaron Copland
Aaron Copland (Brooklyn, Nueva York, 14 de noviembre de 1900-Peekskill, estado de Nueva York, 2 de diciembre de 1990) fue un compositor de música clásica y de cine estadounidense de origen ruso-judío. Su obra está influida por el impresionismo y en especial por Igor Stravinsky. Destacó junto a George Gershwin como uno de los compositores más importantes de la identidad musical de Estados Unidos en el siglo XX.

## Biografía
Descendiente de judíos rusos, pasó su niñez en la tienda de sus padres en Brooklyn. Estudió en colegios públicos y se graduó en la Boy's High School en 1918. En el otoño de 1917 inició estudios de armonía y contrapunto con Rubin Goldmark. Por sugerencia de él, estudió piano primero con Victor Wittgenstein y a partir de 1919 con el afamado pedagogo Clarence Adler. Tras su graduación, decidió no proseguir sus estudios generales y se ganó la vida como pianista. En junio de 1921 se trasladó a Francia para estudiar en el recién establecido American Conservatory de Fontainebleau, cerca de París. Entre el otoño de ese año y 1924 estudió con Nadia Boulanger. Por esas fechas consiguió vender su primera partitura, el Scherzo Humoristique para piano, subtitulado El gato y el ratón. En 1924 regresó a Estados Unidos y al año siguiente fue el primer compositor que recibió la beca Guggenheim, que renovó en 1926.

## Primeros estrenos
El 11 de enero de 1925 se estrenó su Sinfonía para Órgano y Orquesta que la propia Nadia Boulanger interpretó acompañada por la Orquesta Filarmónica de Nueva York bajo la dirección de Walter Damrosch. Durante el verano de 1925 compuso Music for Theater, un encargo de la League of Composers que Serge Koussevitzki y la Orquesta Sinfónica de Boston estrenaron en noviembre. El 28 de enero de 1927 interpretó su propio Concierto para Piano y Orquesta acompañado por esa misma formación. Comenzó a dar clases en la New School for Social Research de Nueva York. Entre 1927 y 1929 compuso una Oda Sinfónica para el 30 aniversario de la Orquesta Sinfónica de Boston y en 1929 recibió los 5000 dólares de la RCA Victor Competition por su Dance Symphony, que había compuesto en 1925 sobre la base de su ballet no representado Grohg.

## Los ballets
El 16 de octubre de 1938 tuvo lugar la primera representación de su ballet Billy The Kid y en 1942 apareció Rodeo y concluyó Lincoln Portrait sobre textos de este estadista estadounidense. Ese es también el año de la Fanfare for the Common Man (Fanfarria para el hombre común), un encargo de Eugene Goossens y la Cincinnati Symphony Orchestra que, estrenado el año siguiente, ha acabado por convertirse en la más popular de las composiciones de Copland. También en 1942 fue elegido miembro del National Institute of Arts and Letters y en 1945 recibió el Premio Pulitzer de música y el Premio de la Crítica Musical de Nueva York por su ballet Appalachian Spring (Primavera Apalache). Su Tercera Sinfonía, compuesta entre 1944 y 1946, le valió nuevamente el premio de la crítica en 1947.

## Los cargos y la actividad docente
El interés de Copland por la música contemporánea le llevó a desarrollar actividades en muchas asociaciones. Fue el primer director del American Festival of Contemporary Music en Yaddo (Saratoga Springs) y también director del Berkshire Music Center. También presidió el Consejo Directivo de la Liga de Compositores y dirigió la Edward MacDowell Association, la Fundación Koussevitzki y el American Music Center.
Impartió clases de música contemporánea por todo Estados Unidos y América del Sur y enseñó composición en la Universidad Harvard y el Berkshire Music Center. A partir de 1941 realizó giras por América del Sur como pianista, compositor y director de orquesta comisionado por el Coordinador de Relaciones Inter-Americanas y más tarde por el Departamento de Estado.
Es autor de los libros What to Listen For in Music (1939), Our New Music (1941) y Music and Imagination (1952). Del primero de ellos existe versión española (ver apartado bibliográfico) y el segundo se reeditó en 1968 con el título The New Music: 1900-1960.
También compuso música para el cine. Fue nominado varias veces al Oscar, ganándolo en 1950 con la música del filme La heredera (1949). Varios de sus temas han sido reunidos en la suite Music for Movies. La música de la adaptación cinematográfica de la novela The Red Pony, de John Steinbeck también fue reunida en una compilación.
Después de haber defendido al Partido Comunista de Estados Unidos durante las elecciones presidenciales de 1936, Copland fue investigado por el FBI durante el Macartismo en la década de los 50. El 16 de mayo de 1953 compareció ante el Comité de Actividades Antiestadounidenses del Congreso estadounidense. Ese mismo año, su música fue retirada del concierto de inauguración de la presidencia de Eisenhower por motivos políticos. La investigación se abandonó en 1955 y se cerró en 1975, sin que se pudiese probar la pertenencia de Copland al partido. En 1964, el presidente Lyndon B. Johnson le impuso la Medalla de la Libertad, la más alta distinción para civiles en EE. UU.
Murió en 1990 en su casa en Peekskill, Nueva York.

## Obras
- Scherzo Humoristique: The Cat and the Mouse (1920)
- Four Motets (1922)
- Passacaglia (piano solo) (1922)
- Symphony for Organ and Orchestra (1924)
- Music for the Theater (1925)
- Dance Symphony (1925)
- Concerto for Piano and Orchestra (1926)
- Symphonic Ode (1927-1929)
- Piano Variations (1930)
- Grohg (1925/32) (ballet)
- Short Symphony (Symphony No. 2) (1931-33)
- Statements for orchestra (1932-35)
- The Second Hurricane, opera para instituto (1936)
- El Salón México (1936)
- Billy the Kid (1938) (ballet)
- Quiet City (1940)
- Our Town (1940)
- Piano Sonata (1939-41)
- An Outdoor Overture (1941), escrita para orquestas de institutos
- Fanfare for the Common Man (1942)
- Lincoln Portrait (1942)
- Rodeo (1942) (ballet)
- Danzon Cubano (1942)
- Music for the Movies (1942)
- Sonata for violin and piano (1943)
- Appalachian Spring (1944) (ballet)
- Third Symphony (1944-1946)
- In the Beginning (1947)
- The Red Pony (1948)
- Clarinet Concerto (encargo de Benny Goodman) (1947-1948)
- Twelve Poems of Emily Dickinson (1950)
- Piano Quartet (1950)
- Music and Imagination (1952)
- Old American Songs (1952)
- The Tender Land (1954) (ópera)
- Canticle of Freedom (1955)
- Orchestral Variations (orquestación de Piano Variations) (1957)
- Piano Fantasy (1957)
- Dance Panels (1959; revisada en 1962) (ballet)
- Connotations (1962)
- Down A Country Lane (1962)
- Music for a Great City (1964) (basada en la partitura de la película de 1961 Something Wild)
- Emblems, for wind band (1964)
- Inscape (1967)
- Duo for flute and piano (1971)
- Three Latin American Sketches (1972)
- Lincoln Portrait

### Filmografía
- 1961 - Something Wild
- 1949 - La heredera (Oscar a la mejor música)
- 1949 - El pony rojo
- 1945 - The Cummington story
- 1943 - La estrella del norte (candidata al Oscar)
- 1940 - Sinfonía de la vida (candidata al Oscar)
- 1939 - Of Mice and Men
- 1940 - Our Town

## Premios y distinciones
Premios Óscar
| Año  | Categoría                                              | Película              | Resultado |
| ---- | ------------------------------------------------------ | --------------------- | --------- |
| 1940 | Mejor banda sonora original                            | Of Mice and Men       | Nominado  |
| 1941 | Mejor banda sonora original                            | Sinfonía de la vida   | Nominado  |
| 1941 | Mejor orquestación                                     | Sinfonía de la vida   | Nominado  |
| 1944 | Mejor banda sonora de una película dramática o comedia | La estrella del norte | Nominado  |
| 1950 | Mejor banda sonora de una película dramática o comedia | La heredera           | Ganador   |